# Constantino Gil y Luengo
Constantino Gil y Luengo (Zaragoza, 11 de marzo de 1844-Madrid, 31 de mayo de 1934) fue un poeta, dramaturgo y humorista español.

## Biografía
Nació en Zaragoza el 11 de marzo de 1844. A los veinte años debutó como poeta festivo con Mis primeros versos (Zaragoza, 1864). Siguió con la poesía en su libro Cantos de un mudo, Madrid: Imp. Pérez Dubrul, 1882, reimpreso en 1901; colaboró en El Museo Universal y otros periódicos y revistas.
Como comediógrafo llevó su mucho gracejo a temas de color subido y elaboró piezas cortas de una gran vis cómica, como ¡Todo empieza y todo acaba!. Parodia trágico-burlesca en un acto y tres cuadros (primera parte de una trifulca) (Madrid, Imprenta de José Rodríguez, 1876), En la calle de la Pasa, pasillo cómico en un acto y en verso (1878), El Primer Bailarín. Juguete cómico en un acto y en prosa (1891), La Llave del Paraíso, Juguete en dos actos y en prosa (1875) o El vecino de ahí al lado.
Se especializó en género chico y participó en Los españoles de hogaño con el cuadro de costumbres "El casero" y "El sastre", en el primer y segundo tomo respectivamente.
Entre sus obras en prosa como humorista puede citarse Los Postergados. Manual de crisis políticas. Método fácil y breve para formar ministerios (1883), Derecho cómico-conyugal. Libro indispensable antes de la boda, en la boda, en la boda, y sobre todo después de la boda (1881) o ¡Para usted! Picadura literaria (1871). También cultivó la novela, como en El Fin del Mundo (1872). Se hicieron famosas sus lapidarias frases, como "casarse una vez, pase; pero casarse dos veces, puede que pese".
Falleció el 31 de mayo de 1934 en su domicilio madrileño del número 13 de la calle de Antonio Maura y habría sido enterrado presumiblemente en la sacramental de Santa María.